# Torsten Laux
Torsten Laux (* 30. Oktober 1965 in Worms) ist ein deutscher Organist, Musikpädagoge und Komponist.

## Leben und Wirken
Torsten Laux studierte an der Musikhochschule in Frankfurt am Main Kirchenmusik (A-Prüfung 1989) mit Orgel bei Hans-Joachim Bartsch, Improvisation bei Reinhardt Menger und Gerd Wachowski, weiterführend Orgel bei Edgar Krapp (Konzertexamen 1992). Von 1994 bis 1996 folgten Studien bei Daniel Roth  und Bernhard Haas an der Musikhochschule Saarbrücken, wo er 1996 die Solistenprüfung absolvierte. Er ist Preisträger zahlreicher Wettbewerbe.
Laux wirkte von 1987 bis 1990 als Kantor und Organist an der Stadtkirche Alt-Höchst in Frankfurt-Höchst. Von 1991 bis 1994 war er im Dekanat Ingelheim am Rhein und an der Saalkirche Ingelheim tätig und anschließend bis 1999 als Kantor und Organist der Dankeskirche in Bad Nauheim. Er konzertierte in Europa und in Übersee und spielte Aufnahmen für europäische Fernseh- und Rundfunkanstalten ein.
Gemeinsam mit Herbert H. Ludwig und Andreas Petersen gründete Laux 2006 das jährlich im Herbst stattfindende Internationale Düsseldorfer Orgelfestival (IDO). Er war einer der künstlerischer Leiter des Festivals und seit 2011 auch dessen Manager. In den Jahren 2012 bis 2014 leitete er den Krummhörner Orgelfrühling (Festival historischer Orgeln in Niedersachsen). Er ist Vorsitzender des gemeinnützigen Vereins InterMusikVerein (IMV) zur Förderung religiöser Musik und interkultureller Veranstaltungen.

### Lehrtätigkeit
Von 1993 bis 2023 war Laux Lehrbeauftragter für Orgelimprovisation an der Hochschule für Kirchenmusik in Bayreuth. Seit 1999 lehrt er als Professor für Orgel (Künstlerisches Orgelspiel und Improvisation) an der Robert Schumann Hochschule Düsseldorf. Seit 2021 ist er außerdem Dozent für Orgel und Klavier am Bischöflichen Kirchenmusikalischen Institut des Bistums Speyer (Standort Kaiserslautern). Zudem gibt er Meisterkurse und Workshops für Literaturspiel und Improvisation im In- und Ausland und ist Juror bei nationalen und internationalen Orgelwettbewerben.

## Diskografie (Auswahl)
- Improvisationen Saxophon und Orgel (Mitra; 1992)
- Maurice Duruflé: Chor- und Orgelwerke. Requiem. Suite, Leitung und Orgel: Torsten Laux (ifo; 1993)
- Orgeln in Rheinhessen vol. 1: Stumm-Orgel (1774) Gensingen, Wegmann-Orgel (1763) Jugenheim, Dreymann-Orgel (1863) Aspisheim, Weigle-Orgel (1993) Elsheim (ifo; 1993)
- Orgeln in Rheinhessen vol. 2: Stumm-Orgel (1775) Ockenheim (ifo; 1994)
- „Il pleut“ Improvisationen Saxophon, Schlagzeug und Orgel (Blue Noises; 1995)
- Mezzosopran und Orgel Torsten Laux an der Walcker-Orgel in der Dankeskirche Bad Nauheim (ifo; 1996)
- Orgelportrait der Walcker-Orgel in der Dankeskirche Bad Nauheim (Blue Noises Art Musikproduction; 1998)
- Stumm-Orgel (1767) in der Schlosskirche Meisenheim/Glan (ifo; 1999)
- Wie schön leuchtet der Morgenstern (Wergo; 2000)
- Charles-Marie Widor: Chor- und Orgelwerke (ifo; 2000)
- Cesar Franck: 6 Pieces op. 16-21 (ifo; 2002)
- Cesar Franck: Trois Chorales (1890), Trois Pièces (1878) (ifo; 2002)
- Geistliches Wunderhorn. Große Deutsche Kirchenlieder. Mit Windsbacher Knabenchor, Jochen Roth (Gitarre), Leitung: Karl-Friedrich Behringer (Rondeau; 2001)
- jazz spirituale. Die Kirche swingt. Mit unter anderem Burghard Kinzler, Elisabeth Marcana, Klaus-Eberhard Heinrich, Ensemble Chroma  (carus; 2001)
- Paul Gerhardt (1607-1676) Die großen Choräle und Geistlichen Lieder (Rondeau; 2006)
- Franz Liszt: Orgelwerke (ifo; 2007)
- Windspirations. Improvisationen Saxophon & Orgel. Mit Uwe Steinmetz, Saxophon (OP; 2010)
- Jewish Prayer. Geistliche Musik für Viola & Orgel. Mit Semjon Kalinowsky, Viola (Ambiente; 2012)
- Schalom, Musik mit jüdischem Tonfall. Mit Stephan Breith, Cello (Motette; 2020)

## Kompositionen (Auswahl)
- Magnificat für Big Band und Orgel. Auftragswerk für das 4. Internationale Düsseldorfer Orgelfestival, Düsseldorf 2009.
- Shalom für Orchester. Wolfgang G. Haas-Musikverlag, Köln 2009.
- Shalom LauxWV1a / Trompete in B/C (Flöte/Sopran-Saxofon), Orgel. ISMN M-2054-1227-2.
- Ruth für zwei Soprane, Bariton und Orgel (oder Klavier). ARE Musik Verlag, Mainz 2011.
- 5 Psalmen für Saxophon und Orgel. ARE Musik Verlag, Mainz 2011.
- 12 Psalmen für Orgel. ARE Musik Verlag, Mainz 2014.
- Andante und Allegro „Freude schöner Götterfunken“ über das Thema aus dem Schlusschor der 9. Sinfonie op. 125 von Ludwig van Beethoven für Orgel. ARE Musik Verlag, Köln 2020.
- Salam – Schalom für Tuba und Orgel. Strube Edition, München 2024.

## Preise und Auszeichnungen (Auswahl)
- 1993: 2. Preis ex aequo bei Nichtvergabe des 1. Preises beim Wettbewerb um den Bachpreis der Landeshauptstadt Wiesbaden[13]
- 1994: 2. Preis beim Wettbewerb um den Johann-Pachelbel-Preis der internationale Orgelwoche Nürnberg[14]
- 2011: 1. Preis beim 23. Siegburger Kompositionswettbewerb[15]
- 2012: 2. Preis beim Kompositionswettbewerb der Göttinger Stadtkantorei (1. Preis nicht vergeben)[7]
- 2012: Auszeichnung als „Organist des Jahres“ der Zeitschrift organ[16]